# Marian Costel Ionescu
Marian Costel Ionescu (n. 10 octombrie 1947) este un fost deputat român în legislatura 2000-2004, ales în județul Dâmbovița pe listele partidului PRM.
Marian Costel Ionescu a fost membru în grupurile parlamentare de prietenie cu Ucraina și Regatul Suediei.

## Legături externe
- Marian Costel Ionescu Arhivat în 8 februarie 2023, la Wayback Machine. la cdep.ro